# 3. sončev cikel
3. sončev cikel je bil tretji sončev cikel od leta 1755, ko se je začelo obdobje obširnejših sončevih peg. Sončev cikel je trajal 9,3 let, z začetkom junija 1775 in koncem septembra 1784. Maksimalno zglajeno število sončevih peg med ciklom (po formuli SIDC) je bilo 264,3 (maja 1778), na začetku minimuma pa je bilo 12,0.
William Herschel je začel z opazovanjem sončevih peg med tem sončevim ciklom.

## Slej tudi
- Seznam sončevih ciklov